# Serie Mundial de 2016
La Serie Mundial de la temporada 2016 de las Grandes Ligas de Béisbol se disputó del 25 de octubre al 2 de noviembre entre Cleveland Indians y Chicago Cubs.
Los Cubs ganaron el «clásico de otoño» por tercera vez en la historia del club en lo que era su undécima participación en Serie Mundial, la primera desde 1945, y la que no ganaban desde 1908. Lo hicieron remontando una desventaja de 1-3, lo que no ocurría desde la Serie Mundial de 1985. En la temporada regular se adjudicaron la División Central de la Liga Nacional con un registro de 103-58, y en postemporada batieron a San Francisco Giants en cuatro juegos (3-1) por la Serie Divisional y atraparon el banderín de la liga al superar a Los Angeles Dodgers (4-2). 
Por su parte, Los Indians habían ganado la División Central de la Liga Americana con una marca de 93 victorias y 63 derrotas durante la temporada regular, y en postemporada se adjudicaron la Serie Divisional ante los Boston Red Sox en tres juegos (3-0) y la Serie de Campeonato de la liga ante los Toronto Blue Jays en cinco juegos (4-1). Fue su sexta presentación en el «clásico de otoño», el cual no ganaban desde 1948 y a la que no se presentaban desde 1997.
La serie se decidió en siete juegos y se inició en el campo de pelota del equipo campeón de la Liga Americana, al haber ganado el Juego de estrellas de la temporada el conjunto representativo de dicha liga.
Los siete juegos de la Serie Mundial alcanzaron un promedio de 23,4 millones de espectadores en la cadena FOX en los Estados Unidos, por lo que se convirtió en la más popular desde el 2004, y llegó a 40 millones de espectadores en el séptimo partido, el mayor número desde la serie de 1991.

## Postemporada
|  | Comodín        | Comodín              | Comodín              |                      |   | Serie Divisional | Serie Divisional | Serie Divisional    |   |   | Campeonato de Liga | Campeonato de Liga | Campeonato de Liga |   |  | Serie Mundial | Serie Mundial | Serie Mundial |  |
|  |                |                      |                      |                      |   |                  |                  |                     |   |   |                    |                    |                    |   |  |               |               |               |  |
|  |                |                      |                      |                      |   |                  |                  |                     |   |   |                    |                    |                    |   |  |               |               |               |  |
|  |                |                      |                      |                      |   |                  |                  |                     |   |   |                    |                    |                    |   |  |               |               |               |  |
|  |                |                      |                      |                      |   |                  |                  |                     |   |   |                    |                    |                    |   |  |               |               |               |  |
|  |                |                      |                      |                      |   |                  |                  |                     |   |   |                    |                    |                    |   |  |               |               |               |  |
|  |                | 1                    | Texas Rangers        | 0                    |   |                  |                  |                     |   |   |                    |                    |                    |   |  |               |               |               |  |
|  |                |                      |                      | 0                    |   |                  |                  |                     |   |   |                    |                    |                    |   |  |               |               |               |  |
|  |                |                      | 4                    | Toronto Blue Jays    | 3 |                  |                  |                     |   |   |                    |                    |                    |   |  |               |               |               |  |
|  | 4              | Toronto Blue Jays    | 4                    | Toronto Blue Jays    | 3 | 1                |                  |                     |   |   |                    |                    |                    |   |  |               |               |               |  |
|  | 4              | Toronto Blue Jays    |                      |                      |   |                  |                  |                     |   |   |                    |                    |                    |   |  |               |               |               |  |
|  | 5              | Baltimore Orioles    | 0                    |                      |   |                  |                  |                     |   |   |                    |                    |                    |   |  |               |               |               |  |
|  | 5              | Baltimore Orioles    | 0                    |                      |   |                  |                  |                     |   | 4 | Toronto Blue Jays  | 1                  |                    |   |  |               |               |               |  |
|  | Liga Americana |                      |                      |                      |   |                  |                  |                     |   | 4 | Toronto Blue Jays  | 1                  |                    |   |  |               |               |               |  |
|  |                |                      | 2                    | Cleveland Indians    | 4 |                  |                  |                     |   |   |                    |                    |                    |   |  |               |               |               |  |
|  |                |                      | 2                    | Cleveland Indians    | 4 |                  |                  |                     |   |   |                    |                    |                    |   |  |               |               |               |  |
|  |                |                      |                      |                      |   |                  |                  |                     |   |   |                    |                    |                    |   |  |               |               |               |  |
|  |                |                      |                      |                      |   |                  |                  |                     |   |   |                    |                    |                    |   |  |               |               |               |  |
|  |                | 2                    | Cleveland Indians    | 3                    |   |                  |                  |                     |   |   |                    |                    |                    |   |  |               |               |               |  |
|  |                |                      |                      | 3                    |   |                  |                  |                     |   |   |                    |                    |                    |   |  |               |               |               |  |
|  |                |                      | 3                    | Boston Red Sox       | 0 |                  |                  |                     |   |   |                    |                    |                    |   |  |               |               |               |  |
|  |                |                      | 3                    | Boston Red Sox       | 0 |                  |                  |                     |   |   |                    |                    |                    |   |  |               |               |               |  |
|  |                |                      |                      |                      |   |                  |                  |                     |   |   |                    |                    |                    |   |  |               |               |               |  |
|  |                |                      |                      |                      |   |                  |                  |                     |   |   |                    |                    |                    |   |  |               |               |               |  |
|  |                |                      |                      |                      |   |                  |                  |                     |   |   |                    | 2                  | Cleveland Indians  | 3 |  |               |               |               |  |
|  |                |                      |                      |                      |   |                  |                  |                     |   |   |                    |                    |                    | 3 |  |               |               |               |  |
|  |                |                      | 1                    | Chicago Cubs         | 4 |                  |                  |                     |   |   |                    |                    |                    |   |  |               |               |               |  |
|  |                |                      | 1                    | Chicago Cubs         | 4 |                  |                  |                     |   |   |                    |                    |                    |   |  |               |               |               |  |
|  |                |                      |                      |                      |   |                  |                  |                     |   |   |                    |                    |                    |   |  |               |               |               |  |
|  |                |                      |                      |                      |   |                  |                  |                     |   |   |                    |                    |                    |   |  |               |               |               |  |
|  |                | 2                    | Washington Nationals | 2                    |   |                  |                  |                     |   |   |                    |                    |                    |   |  |               |               |               |  |
|  |                |                      |                      | 2                    |   |                  |                  |                     |   |   |                    |                    |                    |   |  |               |               |               |  |
|  |                |                      | 3                    | Los Angeles Dodgers  | 3 |                  |                  |                     |   |   |                    |                    |                    |   |  |               |               |               |  |
|  |                |                      | 3                    | Los Angeles Dodgers  | 3 |                  |                  |                     |   |   |                    |                    |                    |   |  |               |               |               |  |
|  |                |                      |                      |                      |   |                  |                  |                     |   |   |                    |                    |                    |   |  |               |               |               |  |
|  |                |                      |                      |                      |   |                  |                  |                     |   |   |                    |                    |                    |   |  |               |               |               |  |
|  |                |                      |                      |                      |   |                  | 3                | Los Angeles Dodgers | 2 |   |                    |                    |                    |   |  |               |               |               |  |
|  | Liga Nacional  |                      |                      |                      |   |                  | 3                | Los Angeles Dodgers | 2 |   |                    |                    |                    |   |  |               |               |               |  |
|  |                |                      | 1                    | Chicago Cubs         | 4 |                  |                  |                     |   |   |                    |                    |                    |   |  |               |               |               |  |
|  | 4              | New York Mets        | 1                    | Chicago Cubs         | 4 | 0                |                  |                     |   |   |                    |                    |                    |   |  |               |               |               |  |
|  | 4              | New York Mets        |                      |                      |   |                  |                  |                     |   |   |                    |                    |                    |   |  |               |               |               |  |
|  | 5              | San Francisco Giants | 1                    |                      |   |                  |                  |                     |   |   |                    |                    |                    |   |  |               |               |               |  |
|  | 5              | San Francisco Giants | 1                    |                      | 1 | Chicago Cubs     | 3                |                     |   |   |                    |                    |                    |   |  |               |               |               |  |
|  |                |                      |                      |                      | 1 | Chicago Cubs     | 3                |                     |   |   |                    |                    |                    |   |  |               |               |               |  |
|  |                |                      | 5                    | San Francisco Giants | 1 |                  |                  |                     |   |   |                    |                    |                    |   |  |               |               |               |  |
|  |                |                      | 5                    | San Francisco Giants | 1 |                  |                  |                     |   |   |                    |                    |                    |   |  |               |               |               |  |
|  |                |                      |                      |                      |   |                  |                  |                     |   |   |                    |                    |                    |   |  |               |               |               |  |
|  |                |                      |                      |                      |   |                  |                  |                     |   |   |                    |                    |                    |   |  |               |               |               |  |
|  |                |                      |                      |                      |   |                  |                  |                     |   |   |                    |                    |                    |   |  |               |               |               |  |
|  |                |                      |                      |                      |   |                  |                  |                     |   |   |                    |                    |                    |   |  |               |               |               |  |

|                                                      |
| Campeón de las Grandes Ligas Chicago Cubs 3.º título |

## Rosters
|    | Lanzadores         |                      |    |     |
| 24 | Andrew Miller      | Estados Unidos       | 31 | I/I |
| 27 | Bryan Shaw         | Estados Unidos       | 28 | A/D |
| 28 | Corey Kluber       | Estados Unidos       | 30 | D/D |
| 34 | Zach McAllister    | Estados Unidos       | 28 | D/D |
| 37 | Cody Allen         | Estados Unidos       | 27 | D/D |
| 43 | Josh Tomlin        | Estados Unidos       | 32 | D/D |
| 47 | Trevor Bauer       | Estados Unidos       | 25 | D/D |
| 52 | Mike Clevinger     | Estados Unidos       | 25 | D/D |
| 53 | Jeff Manship       | Estados Unidos       | 31 | A/D |
| 54 | Ryan Merritt       | Estados Unidos       | 24 | I/I |
| 56 | Cody Anderson      | Estados Unidos       | 26 | D/D |
| 61 | Dan Otero          | Estados Unidos       | 30 | D/D |
|    | Receptores         |                      |    |     |
| 10 | Yan Gomes          | Brasil               | 29 | D/D |
| 55 | Roberto Pérez      | Puerto Rico          | 27 | D/D |
|    | Infield            |                      |    |     |
| 1  | Michael Martínez   | República Dominicana | 34 | A/D |
| 11 | José Ramírez       | República Dominicana | 24 | A/D |
| 12 | Francisco Lindor   | Puerto Rico          | 22 | A/D |
| 22 | Jason Kipnis       | Estados Unidos       | 29 | I/D |
| 26 | Mike Napoli        | Estados Unidos       | 34 | D/D |
|    | Outfield           |                      |    |     |
| 1  | Lonnie Chisenhall  | Estados Unidos       | 28 | I/D |
| 4  | Coco Crisp         | Estados Unidos       | 36 | A/D |
| 6  | Rajal Davis        | Estados Unidos       | 36 | D/D |
| 15 | Brandon Guyer      | Estados Unidos       | 30 | D/D |
| 16 | Tyler Naquin       | Estados Unidos       | 24 | I/D |
|    | Bateador designado |                      |    |     |
| 25 | Carlos Santana     | República Dominicana | 30 | A/D |
|    | Mánager            |                      |    |     |
|    | Terry Francona     |                      |    |     |

|    | Lanzadores        |                      |    |     |
| 6  | Carl Edwards      | Estados Unidos       | 25 | D/D |
| 28 | Kyle Hendricks    | Estados Unidos       | 26 | D/D |
| 29 | Rob Zastryzny     | Estados Unidos       | 24 | D/I |
| 34 | Jon Lester        | Estados Unidos       | 32 | I/I |
| 37 | Travis Wood       | Estados Unidos       | 29 | D/I |
| 38 | Mike Montgomery   | Estados Unidos       | 27 | I/I |
| 41 | John Lackey       | Estados Unidos       | 28 | D/D |
| 46 | Pedro Strop       | República Dominicana | 31 | D/D |
| 49 | Jake Arrieta      | Estados Unidos       | 30 | D/D |
| 52 | Justin Grimm      | Estados Unidos       | 28 | D/D |
| 54 | Aroldis Chapman   | Cuba                 | 28 | I/I |
| 56 | Héctor Rondón     | Venezuela            | 28 | D/D |
|    | Receptores        |                      |    |     |
| 3  | David Ross        | Estados Unidos       | 39 | D/D |
| 40 | Willson Contreras | Venezuela            | 24 | D/D |
| 47 | Miguel Montero    | Venezuela            | 33 | I/D |
|    | Infield           |                      |    |     |
| 9  | Javier Báez       | Puerto Rico          | 23 | D/D |
| 17 | Kris Bryant       | Estados Unidos       | 24 | D/D |
| 18 | Ben Zobrist       | Estados Unidos       | 35 | A/D |
| 27 | Addison Russell   | Estados Unidos       | 22 | D/D |
| 44 | Anthony Rizzo     | Estados Unidos       | 27 | I/I |
|    | Outfield          |                      |    |     |
| 5  | Albert Almora     | Estados Unidos       | 22 | D/D |
| 8  | Chris Coghlan     | Estados Unidos       | 31 | I/D |
| 12 | Kyle Schwarber    | Estados Unidos       | 23 | I/D |
| 22 | Jayson Heyward    | Estados Unidos       | 27 | I/I |
| 24 | Dexter Fowler     | Estados Unidos       | 30 | A/D |
| 68 | Jorge Soler       | Cuba                 | 24 | D/D |
|    | Mánager           |                      |    |     |
|    | Joe Maddon        |                      |    |     |

## Resultados
- Nota 1: La hora indicada corresponde al Horario del este de Norteamérica en horario de verano  (UTC -4).
- Nota 2: Entre paréntesis se indica la estadística del lanzador abridor y la jugada que llevó al pelotero a tomar una de las bases.

### Juego 1
| Equipo  | 1 | 2 | 3 | 4 | 5 | 6 | 7 | 8 | 9 | C | H  | E |
| ------- | - | - | - | - | - | - | - | - | - | - | -- | - |
| Cubs    | 0 | 0 | 0 | 0 | 0 | 0 | 0 | 0 | 0 | 0 | 7  | 0 |
| Indians | 2 | 0 | 0 | 1 | 0 | 0 | 0 | 3 | x | 6 | 10 | 0 |

LG: Corey Kluber (1-0)  LP: Jon Lester (0-1)  
HRs:  CLE – Roberto Pérez (2)
- Box score Archivado el 26 de octubre de 2016 en Wayback Machine.
- Asistencia: 38 091 espectadores.
- Tiempo: 3 h 37 m

| Marcador      | Entrada | Anotaciones                                                                                               |
| ------------- | ------- | --- |
| CHC 0 - CLE 1 | 1ª      | Roberto Pérez batea sencillo dentro del cuadro con las bases llenas, Francisco Lindor (sencillo) anota.   |
| CHC 0 - CLE 2 | 1ª      | Brandon Guyer a primera base al ser golpeado por el lanzador, Mike Napoli (base por bolas), anota.        |
| CHC 0 - CLE 3 | 4ª      | Cuadrangular de Roberto Pérez con las bases limpias.                                                      |
| CHC 0 - CLE 3 | 6ª      | Pedro Strop releva al lanzador abridor de Chicago, Jon Lester (5.2 EL, 6 H, 3 CL, 3 BB, 7 P, 1 HR).       |
| CHC 0 - CLE 3 | 7ª      | Andrew Miller releva al lanzador abridor de Cleveland, Corey Kluber (6.0 EL, 4 H, 0 CL, 0 BB, 9 P, 0 HR). |
| CHC 0 - CLE 6 | 8ª      | Roberto Pérez batea cuadrangular con dos hombres en base.                                                 |

Comentarios
A lo largo de seis entradas, el abridor de Cleveland, Korey Kluber, contuvo a los bateadores de Chicago a quienes ponchó en nueve ocasiones. Fue relevado en la parte alta del séptimo episodio por Andrew Miller quien esa misma entrada logró salvar a su equipo de la ofensiva visitante que llegó a tener las bases llenas. Por su parte, el abridor de los Cubs, Jon Lester, cedió dos carreras a los Indians en el primer episodio a lo que sumó un cuadrangular de Roberto Pérez en la cuarta entrada. Pérez se adjudicó su segundo cuadrangular del juego esta vez con dos hombres en base para el octavo inning ante el lanzador Héctor Rondón. Con Cody Allen en el montículo por Cleveland en la parte alta del noveno "inning", los locales sentenciaron la blanqueada. Por Chicago, Ben Zobrist bateó tres hits en cuatro turnos.

### Juego 2
| Equipo  | 1 | 2 | 3 | 4 | 5 | 6 | 7 | 8 | 9 | C | H | E |
| ------- | - | - | - | - | - | - | - | - | - | - | - | - |
| Cubs    | 1 | 0 | 1 | 0 | 3 | 0 | 0 | 0 | 0 | 5 | 9 | 0 |
| Indians | 0 | 0 | 0 | 0 | 0 | 1 | 0 | 0 | 0 | 1 | 4 | 2 |

LG: Jake Arrieta (1-0)  LP: Trevor Bauer (0-1)  

- Box score
- Asistencia: 38 172 espectadores.
- Tiempo: 4 h 4 m

| Marcador      | Entrada | Anotaciones                                                                                                |
| ------------- | ------- | --- |
| CHC 1 - CLE 0 | 1ª      | Anthony Rizzo batea un doble, Kris Bryant (sencillo), al home.                                             |
| CHC 2 - CLE 0 | 3ª      | Kyle Schwarber con batazo sencillo impulsa a Anthony Rizzo (base por bolas).                               |
| CHC 2 - CLE 0 | 4ª      | Zach McAllister releva al lanzador abridor de Cleveland Trevor Bauer (3.2 EL, 6 H, 2 CL, 2 BB, 2 P, 0 HR). |
| CHC 3 - CLE 0 | 5ª      | Ben Zobrist batea un triple y Anthony Rizzo (base por bolas) anota.                                        |
| CHC 4 - CLE 0 | 5ª      | Kyle Schwarber con batazo sencillo empuja a Zobrist al home.                                               |
| CHC 5 - CLE 0 | 5ª      | Addison Russell obtiene una base por bolas, empuja a Schwarber al home con las bases llenas.               |
| CHC 5 - CLE 1 | 6ª      | Jason Kipnis (doble) anota por lanzamiento descontrolado de Jake Arrieta.                                  |
| CHC 5 - CLE 1 | 6ª      | Mike Montgomery releva al lanzador abridor de Chicago, Jake Arrieta (5.2 EL, 2 H, 1 CL, 3 BB, 6 P, 0 HR).  |

Comentarios
El lanzador abridor de los Cubs, Jake Arrieta, mantuvo un juego sin hit hasta el sexto episodio, pero a esa altura la ofensiva de su equipo había logrado una ventaja de cinco carreras sobre los locales. Esa misma entrada los Indians pudieron anotar su primera carrera, pero el relevo de los visitantes —con Mike Montgomery y Aroldis Chapman— logró contener el bateo de los Indians. Los Cubs dejaron 13 hombres sobre la base de lo largo del juego, pero Kile Schwarber aportó dos carreras impulsadas para el equipo. Cleveland cometió dos errores a la defensiva, mientras Mike Napoli bateó dos hits en tres turnos. Fue la primera victoria para los Cubs en Serie Mundial desde 1908, mientras que el mánager de Cleveland, Terry Francona, sufrió su primera derrota en 10 juegos del «clásico de otoño». El juego fue adelantado una hora a la originalmente programada debido a la amenaza de lluvia.

### Juego 3
| Equipo  | 1 | 2 | 3 | 4 | 5 | 6 | 7 | 8 | 9 | C | H | E |
| ------- | - | - | - | - | - | - | - | - | - | - | - | - |
| Indians | 0 | 0 | 0 | 0 | 0 | 0 | 1 | 0 | 0 | 1 | 8 | 1 |
| Cubs    | 0 | 0 | 0 | 0 | 0 | 0 | 0 | 0 | 0 | 0 | 5 | 0 |

LG: Andrew Miller (1-0)  LP: Carl Edwards (0-1)  SV: Cody Allen (1)  

- Box score Archivado el 29 de octubre de 2016 en Wayback Machine.
- Asistencia: 41 703 espectadores.
- Tiempo: 3 h 33 m

| Marcador      | Entrada | Anotaciones                                                                                              |
| ------------- | ------- | --- |
| CLE 0 - CHC 0 | 5ª      | Justin Grimm releva al lanzador abridor de Chicago, Kyle Hendricks (4.1 EL, 6 H, 0 CL, 2 BB, 6 P, 0 HR). |
| CLE 0 - CHC 0 | 5ª      | Andrew Miller releva al lanzador abridor de Cleveland, Josh Tomlin (4.2 EL, 2 H, 0 CL, 1 BB, 1 P, 0 HR). |
| CLE 1 - CHC 0 | 7ª      | Coco Crisp batea un sencillo, Michael Martínez (corredor emergente), anota.                              |
| CLE 1 - CHC 0 | 9ª      | Cody Allen salva el juego para Cleveland.                                                                |

Comentarios
En juego apretado que se resolvió por la mínima diferencia, los Indians, con su lanzador abridor Josh Tomlim, junto a los relevistas Andrew Miller, Bryan Shaw y el salvador del juego Cody Allen, más los cambios atinados del mánager Terry Francona, salieron triunfantes para frenar a los Cubs en su propio parque de pelota tras su retorno a la Serie Mundial desde 1945. Fue Michael Martínez por los visitantes —quien había ingresado como corredor emergente— el único que pisó el home tras un batazo sencillo de Coco Crisp. Los locales trataron de remontar el marcador en su último turno al bate con dos corredores en posición de anotar, pero el cerrador Cody Allen salió airoso de la amenaza con un ponche al bateador Javier Báez. Con este resultado los Indians impusieron una nueva marca en las Mayores de cinco blanqueadas en postemporada.

### Juego 4
| Equipo  | 1 | 2 | 3 | 4 | 5 | 6 | 7 | 8 | 9 | C | H  | E |
| ------- | - | - | - | - | - | - | - | - | - | - | -- | - |
| Indians | 0 | 2 | 1 | 0 | 0 | 1 | 3 | 0 | 0 | 7 | 10 | 0 |
| Cubs    | 1 | 0 | 0 | 0 | 0 | 0 | 0 | 1 | 0 | 2 | 7  | 2 |

LG: Corey Kluber (2-0)  LP: John Lackey (0-1)  
HRs:  CLE – Carlos Santana (1), Jason Kipnis (1)  CHC – Dexter Fowler (1)
- Box score
- Asistencia: 41 706 espectadores.
- Tiempo: 3 h 16 m

| Marcador      | Entrada | Anotaciones                                                                                                 |
| ------------- | ------- | --- |
| CLE 0 - CHC 1 | 1ª      | Anthony Rizzo con batazo sencillo impulsa a Dexter Fowler (doble) al home.                                  |
| CLE 1 - CHC 1 | 2ª      | Carlos Santana batea un cuadrangular con las bases limpias.                                                 |
| CLE 2 - CHC 1 | 2ª      | Lonnie Chisenhall (error), desde la tercera base anota tras error en el tiro de Kris Bryant a primera base. |
| CLE 3 - CHC 1 | 3ª      | Francisco Lindor con batazo sencillo impulsa a Jason Kipnis (doble) al home.                                |
| CLE 3 - CHC 1 | 6ª      | Mike Montgomery releva al lanzador abridor de Chicago, John Lackey (5.0 EL, 4 H, 2 CL, 1 BB, 5 P, 1 HR).    |
| CLE 4 - CHC 1 | 6ª      | Lonnie Chisenhall con elevado de sacrificio impulsa a Francisco Lindor al home.                             |
| CLE 7 - CHC 1 | 7ª      | Jason Kipnis anota cuadrangular con dos hombres en base.                                                    |
| CLE 7 - CHC 1 | 7ª      | Andrew Miller releva al lanzador abridor de Cleveland, Corey Kluber (6.0 EL, 5 H, 1 CL, 1 BB, 6 P, 0 HR).   |
| CLE 7 - CHC 2 | 8ª      | Dexter Fowler anota cuadrangular con las bases limpias.                                                     |

Comentarios
Los Cubs se adelantaron en el marcador en el primer episodio con una carrera, pero los Indians respondieron la siguiente entrada con dos carreras, una de ellas cuadrangular de Carlos Santana (con tres hits en cuatro turnos en el juego). Sumaron otra más en el tercer episodio, mientras Corey Kluber mantenía a raya la ofensiva de los locales hasta el sexto inning, ya que en el séptimo fue relevado por Andrew Miller quien agregó dos ponches a su cuenta personal para alcanzar la cifra de 29 en postemporada, nueva marca en las Mayores. Una carrera en el sexto para los visitantes y otro cuadrangular de Jason Kipnis con dos hombres en base ampliaron el marcador. Los Cubs alcanzaron su segunda anotación con cuadrangular de Dexter Fowler.

### Juego 5
| Equipo  | 1 | 2 | 3 | 4 | 5 | 6 | 7 | 8 | 9 | C | H | E |
| ------- | - | - | - | - | - | - | - | - | - | - | - | - |
| Indians | 0 | 1 | 0 | 0 | 0 | 1 | 0 | 0 | 0 | 2 | 6 | 1 |
| Cubs    | 0 | 0 | 0 | 3 | 0 | 0 | 0 | 0 | x | 3 | 7 | 0 |

LG: Jon Lester (1-1)  LP: Trevor Bauer (0-2)  SV: Aroldis Chapman (1)  
HRs:  CLE – José Ramírez (1)  CHC – Kris Bryant (1)
- Box score Archivado el 21 de abril de 2017 en Wayback Machine.
- Asistencia: 41 711 espectadores.
- Tiempo: 3 h 27 m

| Marcador      | Entrada | Anotaciones                                                                                                |
| ------------- | ------- | --- |
| CLE 1 - CHC 0 | 2ª      | José Ramírez batea cuadrangular con las bases limpias.                                                     |
| CLE 1 - CHC 1 | 4ª      | Kris Bryant batea cuadrangular con las bases limpias.                                                      |
| CLE 1 - CHC 2 | 4ª      | Addison Russell con batazo sencillo dentro del cuadro impulsa a Ben Zobrist (sencillo) al home.            |
| CLE 1 - CHC 3 | 4ª      | David Ross batea elevado de sacrificio e impulsa a Zobrist al home.                                        |
| CLE 1 - CHC 3 | 5ª      | Mike Clevinger releva al lanzador abridor de Cleveland, Trevor Bauer (4.0 EL, 6 H, 3 CL, 0 BB, 7 P, 1 HR). |
| CLE 2 - CHC 3 | 6ª      | Francisco Lindor con batazo sencillo impulsa a Rajal Davis (sencillo ) al home.                            |
| CLE 2 - CHC 3 | 6ª      | Carl Edwards releva al lanzador abridor de Chicago, Jon Lester (6.0 EL, 4 H, 2 CL, 0 BB, 5 P, 1 HR).       |
| CLE 2 - CHC 3 | 9ª      | Aroldis Chapman salva el juego para Chicago.                                                               |

Comentarios
A una victoria de ganar la Serie Mundial, los Indians se adelantaron en el marcador con cuadrangular solitario de José Ramírez en la segunda entrada, pero los Cubs respondieron con rally de tres carreras (incluido un batazo de cuatro esquinas de Kris Bryant) en la parte baja del cuarto episodio ante el abridor visitante Trevor Bauer quien perdió su segundo encuentro de la serie. En la sexta entrada, los visitantes se acercaron en el marcador 2 carreras por 3, pero el lanzador Aroldis Chapman asumió la tarea de pararles la ofensiva a partir del séptimo episodio y logró los últimos ocho outs del encuentro a favor de los Cubs y anotarse el juego salvado.

### Juego 6
| Equipo  | 1 | 2 | 3 | 4 | 5 | 6 | 7 | 8 | 9 | C | H  | E |
| ------- | - | - | - | - | - | - | - | - | - | - | -- | - |
| Cubs    | 3 | 0 | 4 | 0 | 0 | 0 | 0 | 0 | 2 | 9 | 13 | 0 |
| Indians | 0 | 0 | 0 | 1 | 1 | 0 | 0 | 0 | 1 | 3 | 6  | 1 |

LG: Jake Arrieta (2-0)  LP: Josh Tomlin (0-1)  
HRs:  CHC – Kris Bryant (2), Addison Russell (1), Anthony Rizzo (1)  CLE – Jason Kipnis (2)
- Box score
- Asistencia: 38 116 espectadores.
- Tiempo: 3 h 29 m

| Marcador      | Entrada | Anotaciones                                                                                               |
| ------------- | ------- | --- |
| CHC 1 - CLE 0 | 1ª      | Kris Bryant conecta cuadrangular con las bases limpias.                                                   |
| CHC 3 - CLE 0 | 1ª      | Addison Russell con batazo doble empuja a Anthony Rizzo (sencillo) y Ben Zobrist (sencillo) al home.      |
| CHC 3 - CLE 0 | 3ª      | Dan Otero releva al lanzador abridor de Cleveland, Josh Tomlin (2.1 EL, 6 H, 6 CL, 1 BB, 0 P, 1 HR).      |
| CHC 7 - CLE 0 | 3ª      | Addison Russell batea cuadrangular con las bases llenas.                                                  |
| CHC 7 - CLE 1 | 4ª      | Mike Napoli con batazo sencillo empuja a Jason Kipnis (doble) al home.                                    |
| CHC 7 - CLE 2 | 5ª      | Jason Kipnis batea cuadrangular con las bases limpias.                                                    |
| CHC 7 - CLE 2 | 6ª      | Mike Montgomery releva al lanzador abridor de Chicago, Jake Arrieta (5.2 EL, 3 H, 2 CL, 3 BB, 9 P, 1 HR). |
| CHC 9 - CLE 2 | 9ª      | Anthony Rizzo batea cuadrangular con Kris Bryant (sencillo) en base.                                      |
| CHC 9 - CLE 3 | 9ª      | José Pérez con batazo sencillo empuja a Brandon Guyer (base por bolas) al home.                           |

Comentarios
Los Cubs impidieron la victoria definitiva en la Serie Mundial a los Indians en su propio terreno. A la altura del tercer episodio ya ganaban 7 carreras por 0, con una ofensiva en la que destacó un cuadrangular con las bases llenas de Addison Russell, lo que le convirtió —a los 22 años— en el segundo pelotero de menor edad en convertir un Grand Slam en la historia de la Serie Mundial. Por su parte, Jake Arrieta pudo con el encargo a la defensiva de silenciar a los bates de los locales al propinar nueve ponches aunque cedió un cuadrangular de Jason Kipnis que acortó el marcador 7 a 2. Anthony Rizzo, sin embargo, agregó dos carreras para los Cubs con cuadrangular y un hombre en base. Pedro Strop relevó a Aroldis Chapman para la parte baja del noveno episodio con la tarea de lograr los últimos tres outs, aunque los Indians anotaron una carrera más para dejar el definitivo marcador de 9 a 3 a favor de los Cubs, que empataron la serie y obligaron a un definitivo séptimo juego.

### Juego 7
| Equipo  | 1 | 2 | 3 | 4 | 5 | 6 | 7 | 8 | 9 | 10 | C | H  | E |
| ------- | - | - | - | - | - | - | - | - | - | -- | - | -- | - |
| Cubs    | 1 | 0 | 0 | 2 | 2 | 1 | 0 | 0 | 0 | 2  | 8 | 13 | 3 |
| Indians | 0 | 0 | 1 | 0 | 2 | 0 | 0 | 3 | 0 | 1  | 7 | 11 | 1 |

LG: Aroldis Chapman (1-0)  LP: Brian Shaw (0-1)  SV: Mike Montgomery (1)  
HRs:  CHC – Dexter Fowler (2), Javier Báez (1), David Ross (1)  CLE – Rajal Davis (1)
- Box score
- Asistencia: 38 104 espectadores.
- Tiempo: 4 h 28 m

| Marcador      | Entrada | Anotaciones |
| ------------- | ------- | --- |
| CHC 1 - CLE 0 | 1ª      | Dexter Fowler conecta cuadrangular con las bases limpias.                                                      |
| CHC 1 - CLE 1 | 3ª      | Carlos Santana con batazo sencillo empuja a Coco Crisp (doble) al home.                                        |
| CHC 2 - CLE 1 | 4ª      | Addison Russell con elevado de sacrificio lleva a Kris Bryant (sencillo) al home.                              |
| CHC 3 - CLE 1 | 4ª      | Willson Contreras con batazo doble empuja una carrera con Ben Zobrist (jugada de selección) en base.           |
| CHC 4 - CLE 1 | 5ª      | Cuadrangular solitario de Javier Báez.                                                                         |
| CHC 4 - CLE 1 | 5ª      | Andrew Miller releva al lanzador abridor de Cleveland, Corey Kluber (4.0 EL, 6 H, 4 CL, 0 BB, 0 P, 2 HR).      |
| CHC 5 - CLE 1 | 5ª      | Anthony Rizzo con batazo sencillo impulsa a Kris Bryant (base por bolas).                                      |
| CHC 4 - CLE 1 | 5ª      | Jon Lester releva al lanzador abridor de Chicago, Kyle Hendricks (4.2 EL, 4 H, 1 CL, 1 BB, 2 P, 0 HR).         |
| CHC 5 - CLE 3 | 5ª      | Por lanzamiento descontrolado de Jon Lester, anotan Jason Kipnis (sencillo) y Carlos Santana (base por bolas). |
| CHC 6 - CLE 3 | 6ª      | David Ross batea cuadrangular con las bases limpias.                                                           |
| CHC 6 - CLE 4 | 8ª      | Brandon Guyer con batazo doble empuja a José Ramírez (sencillo).                                               |
| CHC 6 - CLE 6 | 8ª      | Rajal Davis anota cuadrangular con hombre en base.                                                             |
| CHC 7 - CLE 6 | 10ª     | Ben Zobrist con batazo de dos bases empuja al home a Albert Almora (corredor emergente).                       |
| CHC 8 - CLE 6 | 10ª     | Miguel Montero con batazo sencillo empuja al home a Anthony Rizzo (base por bolas intencional).                |
| CHC 8 - CLE 7 | 10ª     | Rajal Davis con batazo sencillo empuja a Brandon Guyer (base por bolas) al home.                               |
| CHC 8 - CLE 7 | 10ª     | Mike Montgomery salva el juego para Chicago.                                                                   |

Comentarios
Derek Fowler comenzó la ofensiva de los Cubs en el definitivo séptimo juego con cuadrangular con las bases limpias, pero los Indians emparejaron las acciones en el tercer episodio. Para la cuarta entrada, los Cubs anotaron dos carreras, y sumaron otras dos anotaciones en el quinto episodio incluyendo un cuadrangular de Javier Báez. Los locales acortaron el marcador 5-3 con tiro descontrolado por parte de Jon Lester, pero el veterano David Ross volvió a darles la ventaja a los Cubs con cuadrangular solitario. Lejos de rendirse, los Indians emparejaron el marcador 6-6 a la altura del octavo inning, primero con batazo doble e impulsor de una carrera por parte de Brandon Guyer y posteriormente con batazo de cuatro esquinas de Rajal Davis con Guyer en base. El juego acabó empatado al término de los nueve episodios reglamentarios, pero debió interrumpirse por la lluvia lo que demoró el encuentro 17 minutos. Fueron los visitantes los que anotaron dos carreras decisivas en la décima entrada con batazo de dos bases impulsor de una carrera de Ben Zobrist y otro sencillo de Miguel Montero. Los Cubs encomendaron la tarea de cerrar el juego a Carl Edwards, quien pudo sacar dos outs, pero los Indians lograron acercarse a una carrera. Edwards fue relevado por Mike Montgomery quien logró el último out para que los Cubs ganaran la Serie Mundial por tercera vez en su historia y terminar una «sequía» de 108 años sin títulos para la histórica franquicia de las Grandes Ligas.

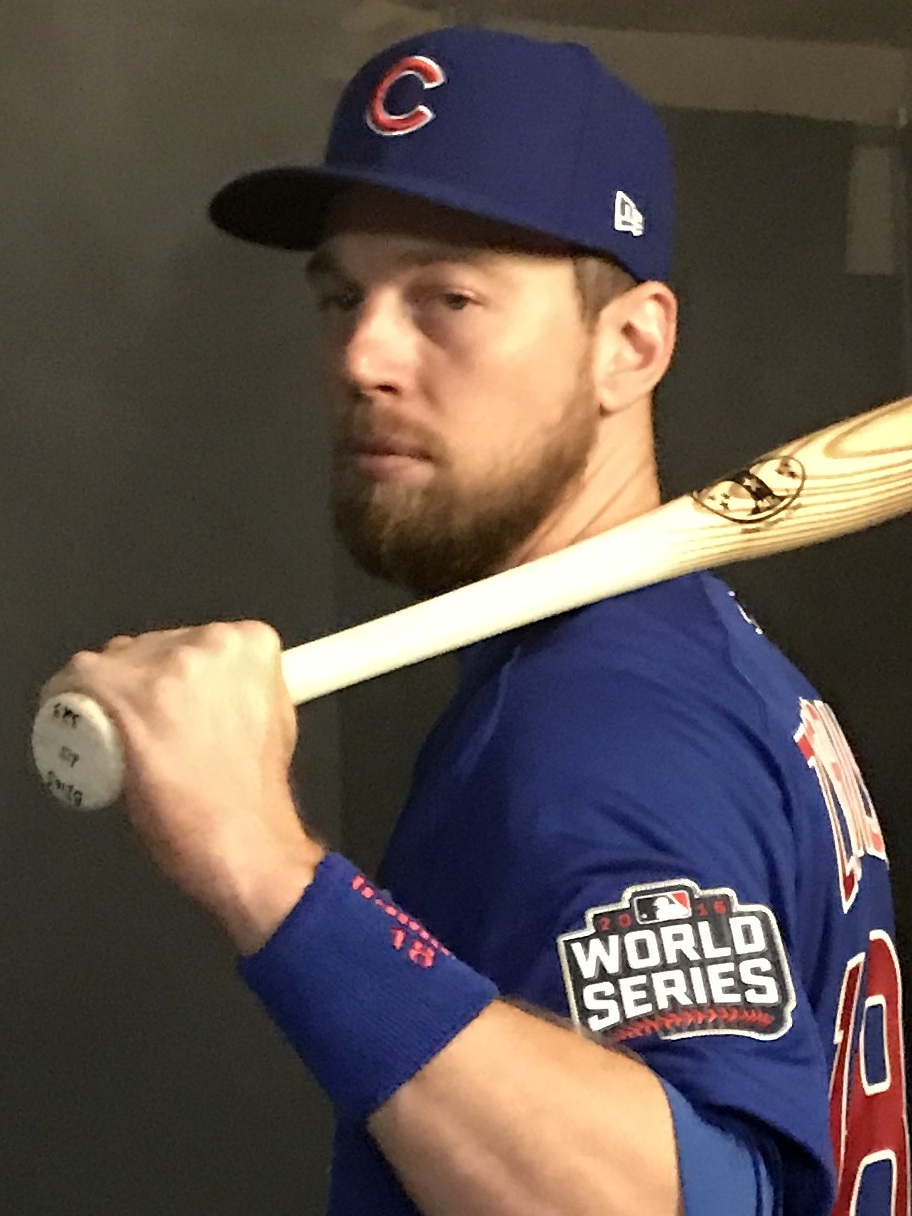
Ben Zobrist.

## Jugador más valioso
Ben Zobrist fue elegido como el Jugador más valioso de la Serie Mundial. Fue el líder de los Cubs en cuanto a hits a lo largo de la serie con 10, siendo el juego 3 el único en el que no anotó un imparable. Además aportó dos carreras impulsadas, la más importante de ellas la del séptimo juego que puso en ventaja a los Cubs en la parte alta del décimo episodio. Su porcentaje de bateo fue de ,357, el segundo mejor del equipo.
| Jugador     | Equipo | JJ | VB | CA | H  | 2B | 3B | HR | CE | BB | K | BR | OR | AVE  |
| Ben Zobrist | CHC    | 7  | 28 | 5  | 10 | 2  | 1  | 0  | 2  | 3  | 4 | 0  | 0  | ,357 |

JJ: Juegos jugados, VB: Veces al bate, CA: Carreras anotadas, H: Hits, 2B: Dobles, 3B: Triples, HR: Home runs, CE: Carreras empujadas, BB: Bases por bolas, K: Ponches, BR: Bases robadas, OR: Outs robando, AVE: Porcentaje de bateo